# Apterichtus
Apterichtus es un género de anguiliformes perteneciente a la familia de los ofíctidos.

## Especies
Este género contiene 18 especies reconocidas:
- Apterichtus anguiformis W. K. H. Peters, 1877
- Apterichtus ansp J. E. Böhlke, 1968
- Apterichtus australis J. E. McCosker & J. E. Randall, 2005
- Apterichtus caecus Linnaeus, 1758
- Apterichtus dunalailai J. E. McCosker & Hibino, 2015[1]
- Apterichtus equatorialis G. S. Myers & Wade, 1941
- Apterichtus flavicaudus Snyder, 1904
- Apterichtus gracilis Kaup, 1856
- Apterichtus hatookai Hibino, Shibata & Kimura, 2014[2]
- Apterichtus jeffwilliamsi J. E. McCosker & Hibino, 2015[1]
- Apterichtus kendalli C. H. Gilbert, 1891
- Apterichtus klazingai M. C. W. Weber, 1913
- Apterichtus malabar J. E. McCosker & Hibino, 2015[1]
- Apterichtus monodi C. Roux, 1966
- Apterichtus moseri D. S. Jordan & Snyder, 1901
- Apterichtus mysi J. E. McCosker & Hibino, 2015[1]
- Apterichtus nariculus J. E. McCosker & Hibino, 2015[1]
- Apterichtus orientalis Machida & Ohta, 1994